# Hansenius schoutedeni
Espèce
Hansenius schoutedeni est une espèce de pseudoscorpions de la famille des Cheliferidae.

## Distribution
Cette espèce est endémique du Congo-Kinshasa. Elle se rencontre vers Komi.

## Étymologie
Cette espèce est nommée en l'honneur de Henri Schouteden.

## Publication originale
- Beier, 1954 : Pseudoscorpioniden aus dem Belgischen Congo. Annales du Musée du Congo Belge, Sciences Zoologiques, vol. 1, p. 132-139.